# Vízilabda az 1900. évi nyári olimpiai játékokon
Az 1900. évi nyári olimpiai játékokon a vízilabdatornát augusztus 11–12-én rendezték hat csapat részvételével. Először rendeztek az olimpiák történetében vízilabdatornát.

## Éremtáblázat
(A rendező ország csapata eltérő háttérszínnel, az egyes számoszlopok legmagasabb értéke, vagy értékei vastagítással kiemelve.)
| Az 1900. évi nyári olimpiai játékok éremtáblázata vízilabdában | Az 1900. évi nyári olimpiai játékok éremtáblázata vízilabdában | Az 1900. évi nyári olimpiai játékok éremtáblázata vízilabdában | Az 1900. évi nyári olimpiai játékok éremtáblázata vízilabdában | Az 1900. évi nyári olimpiai játékok éremtáblázata vízilabdában | Olimpia  |
| -------------------------------------------------------------- | -------------------------------------------------------------- | -------------------------------------------------------------- | -------------------------------------------------------------- | -------------------------------------------------------------- | -------- |
|                                                                | Ország                                                         | Arany                                                          | Ezüst                                                          | Bronz                                                          | Összesen |
| 1.                                                             | Nagy-Britannia (GBR)                                           | 1                                                              | 0                                                              | 0                                                              | 1        |
|                                                                |                                                                |                                                                |                                                                |                                                                |          |
| 2.                                                             | Belgium (BEL)                                                  | 0                                                              | 1                                                              | 0                                                              | 1        |
|                                                                |                                                                |                                                                |                                                                |                                                                |          |
| 3.                                                             | Franciaország (FRA)                                            | 0                                                              | 0                                                              | 2                                                              | 2        |
|                                                                |                                                                |                                                                |                                                                |                                                                |          |
| Összesen                                                       | Összesen                                                       | 1                                                              | 1                                                              | 2                                                              | 4        |

## Érmesek
| Az 1900. évi nyári olimpiai játékok érmesei vízilabdában                                                   | Az 1900. évi nyári olimpiai játékok érmesei vízilabdában                                                  | Az 1900. évi nyári olimpiai játékok érmesei vízilabdában                                           | Az 1900. évi nyári olimpiai játékok érmesei vízilabdában                          |
| --- | --- | -------------------------------------------------------------------------------------------------- | --------------------------------------------------------------------------------- |
| Arany | Ezüst | Bronz                                                                                              | Bronz                                                                             |
| Nagy-Britannia (GBR) · (Osborne-i Úszó Club)                                                               | Belgium (BEL) · (Brüsszel Úszó és Vízilabda Club)                                                         | Franciaország (FRA) · (Libellule Párizs)                                                           | Franciaország (FRA) · (Lillei Neptun Tanítványai #2)                              |
| Thomas Coe Robert Crawshaw William Henry John Arthur Jarvis Peter Kemp Victor Lindberg Frederick Stapleton | Jean de Backer Victor de Behr Henri Cohen Fernand Feyaerts Oscar Grégoire Albert Michant Victor Sonnemans | Thomas W. Burgess Jules Clévenot Alphonse Decuyper Louis Laufray Henri Peslier Pesloy Paul Vasseur | Eugène Coulon Fardelle Favier Leriche Louis Martin Désiré Mérchez Charles Treffel |

## Eredmények

### 1. forduló
| 1900. augusztus 11. | Nagy-Britannia (GBR) · (Osborne Úszó Club) | 12 – 0 | Franciaország · (Lion Tritons) |  |
| 1900. augusztus 11. |                                            |        |                                |  |
| 1900. augusztus 11. |                                            |        |                                |  |

| 1900. augusztus 11. | Franciaország (FRA) · (Lillei Neptun Tanítványai #2) | 3 – 2 | Németország · (Berlin Úszó Club) |  |
| 1900. augusztus 11. |                                                      |       |                                  |  |
| 1900. augusztus 11. |                                                      |       |                                  |  |

| 1900. augusztus 11. | Belgium (BEL) · (Brüsszel Úszó és Vízilabda Club) | 2 – 0 | Franciaország · (Lillei Neptun Tanítványai #1) |  |
| 1900. augusztus 11. |                                                   |       |                                                |  |
| 1900. augusztus 11. |                                                   |       |                                                |  |

### Elődöntők
| 1900. augusztus 12. | Nagy-Britannia (GBR) · (Osborne Úszó Club) | 10 – 1 | Franciaország · (Lillei Neptun Tanítványai #2) |  |
| 1900. augusztus 12. |                                            |        |                                                |  |
| 1900. augusztus 12. |                                            |        |                                                |  |

| 1900. augusztus 12. | Belgium (BEL) · (Brüsszel Úszó és Vízilabda Club) | 5 – 1 | Franciaország · (Libellule Párizs) |  |
| 1900. augusztus 12. |                                                   |       |                                    |  |
| 1900. augusztus 12. |                                                   |       |                                    |  |

### Döntő
| 1900. augusztus 12. | Nagy-Britannia (GBR) · (Osborne Úszó Club) | 7 – 2 | Belgium · (Brüsszel Úszó és Vízilabda Club) |  |
| 1900. augusztus 12. |                                            |       |                                             |  |
| 1900. augusztus 12. |                                            |       |                                             |  |

## Végeredmény
| Helyezés | Csapat               | Csapat                          | M | Gy | D | V | G+ | G– | Gk  | P |
| -------- | -------------------- | ------------------------------- | - | -- | - | - | -- | -- | --- | - |
| Arany    | Nagy-Britannia (GBR) | Osborni Úszó Club               | 3 | 3  | 0 | 0 | 29 | 3  | +26 | 6 |
| Ezüst    | Belgium (BEL)        | Brüsszel Úszó és Vízilabda Club | 3 | 2  | 0 | 1 | 9  | 8  | +1  | 4 |
| Bronz    | Franciaország (FRA)  | Libellule Párizs                | 1 | 0  | 0 | 1 | 1  | 5  | –4  | 0 |
| Bronz    | Franciaország (FRA)  | Lillei Neptun Tanítványai#2     | 2 | 1  | 0 | 1 | 4  | 12 | –8  | 2 |
| 4.       | Németország (GER)    | Berlin Úszó Club                | 1 | 0  | 0 | 1 | 2  | 3  | –1  | 0 |
| 5.       | Franciaország (FRA)  | Lillei Neptun Tanítványai#1     | 1 | 0  | 0 | 1 | 0  | 2  | –0  | 0 |
| 6.       | Franciaország (FRA)  | Lion Tritons                    | 1 | 0  | 0 | 1 | 0  | 12 | –12 | 0 |